# Janez Čuk
Janez Čuk, né le 24 juin 1933 à Ljubljana et mort le 7 juillet 1964 dans la même ville, est un acteur yougoslave de Slovénie. Après avoir étudié à l'Académie de théâtre, radio, cinéma et télévision de Ljubljana ,, il fait son apparition dans le long métrage Vesna en 1953. Il s'essaie aussi à la scénarisation avec notamment le court-metrage Ribiške razglednice.

## Filmographie[4]

### Longs métrages
- 1953 : Vesna
- 1955 : Trenutki odločitve
- 1956 : La Vallée de la paix
- 1957 : Don't Whisper
- 1958 : Dobro morje
- 1959 : Dobri stari pianino
- 1959 : Tri četrtine sonca
- 1960 : L'Enclos
- 1961 : Ti loviš
- 1961 : Potraga za zmajem
- 1961 : The Festival Girls (en)
- 1962 : Srešćemo se večeras (sr)
- 1962 : Naš avto (sl)

### Courts métrages
- 1959 : Lakat kao takav (sr)
- 1960 : Nočna pustolovščina